# Augignac
Augignac är en kommun i departementet Dordogne i regionen Nouvelle-Aquitaine i sydvästra Frankrike. Kommunen ligger i kantonen Nontron som tillhör arrondissementet Nontron. År 2022 hade Augignac 825 invånare.

## Befolkningsutveckling
Antalet invånare i kommunen Augignac
Referens:INSEE